# معركة باشنديل
معركة باشنديل هي إحدى معارك الحرب العالمية الأولى، نشبت سنة 1917 بين القوات البريطانية والقوات الألمانية ورأى البريطانيون تحويل اهتمام الألمان إلى الجبهة البريطانية، فجرت معركة «باشنديل» التي خسر فيها البريطانيون (300) ألف جندي بين قتيل وجريح، ونزلت نكبات متعددة في صفوف الحلفاء في الجبهات الروسية والفرنسية والإيطالية، رغم ما حققه الحلفاء من انتصارات على الأتراك ودخولهم العراق وفلسطين.
جرت احداث المعركة في بلجيكا، وبحلول نهاية المعركة التي استمرت ثلاثة شهور ونصف الشهر، كان أكثر من نصف مليون جندي من كلا الجانبين قد لقوا حتفهم. وخرج البريطانيون من هذه المعركة «منتصرين» من خلال تقدمهم خمسة أميال والتي وضعت اسم كندا على الخارطة السياسية الدولية وقد شنت بريطانيا ثمانى هجمات على مدى مائة يوم في ظل أمطار غزيرة وأوحال كثيفة.